# Tungelerwallen
De Tungelerwallen (Limburgs: Tungelerwel, ook 'de wel') is een natuurgebied dat zich bevindt ten westen van Tungelroy, en ten oosten van Altweerterheide. Het natuurgebied ligt dan ook in het buitengebied van deze twee dorpen. 22 ha van het gebied is eigendom van de Stichting Natuurmonumenten.
Het betreft een voormalig stuifzand- en heidegebied ten noorden van het dal van de Tungelroyse Beek, dat werd beplant met naaldhout, vooral grove den. Er zijn echter nog enkele restanten stuifzand en heide bewaard gebleven. Broedvogels op de heide zijn boomleeuwerik, boompieper en roodborsttapuit. Er zijn veel sprinkhaansoorten, en in het stuifzandgebied komen kenmerkende insecten voor, zoals mierenleeuw en graafwespen als bijenwolf, harkwesp en grote rupsendoder.
Op de overgang van stuifzand naar heide groeien veel mossen en korstmossen, zoals kronkelsteeltje, peermos, ruig haarmos en IJslands mos.
De Tungelerwallen behoort tot het Grenspark Kempen-Broek. Er zijn wandelingen in het gebied uitgezet.
Hugterheide · Weerterbos · Weerter- en Budelerbergen · IJzeren Man · Kruispeel · Laurabossen · Kettingdijk · De Krang · Tungelerwallen · Stramprooierbroek · Wijffelterbroek · Lozerheide · Sint-Maartensheide · De Luysen · Smeetshof · Grootbroek · 't Hasselterbroek · Zig en Goort · Itterdal · Tösch-Langeren